# Hase
Hase so naselje v občini Bijeljina Republike Srbske v Bosni in Hercegovini. 

## Deli naselja
Hase in Markovića Mahala.

## Prebivalstvo
| Pregled števila prebivalcev po letih | Pregled števila prebivalcev po letih | Pregled števila prebivalcev po letih | Pregled števila prebivalcev po letih | Pregled števila prebivalcev po letih | Pregled števila prebivalcev po letih |
| ------------------------------------ | ------------------------------------ | ------------------------------------ | ------------------------------------ | ------------------------------------ | ------------------------------------ |
| 1948                                 | 1953                                 | 1961                                 | 1971                                 | 1981                                 | 1991                                 |
| -                                    | -                                    | -                                    | 387                                  | 346                                  | 341                                  |

| Narodna sestava prebivalstva po letih                                                                                      | Narodna sestava prebivalstva po letih                                                                                       | Narodna sestava prebivalstva po letih                                                                                      |
| --- | --- | --- |
| 1971 | 1981 | 1991 |
| . skupaj: 387 Srbi 380 (98,19 %) Muslimani 2 (0,51 %) Hrvati 1 (0,25 %) Jugoslovani 0 (0,00 %) drugi in neznano 4 (1,03 %) | . skupaj: 346 Srbi 327 (94,50 %) Hrvati 1 (0,28 %) Muslimani 0 (0,00 %) Jugoslovani 7 (2,02 %) drugi in neznano 11 (3,17 %) | . skupaj: 341 Srbi 333 (97,65 %) Hrvati 3 (0,87 %) Muslimani 0 (0,00 %) Jugoslovani 4 (1,17 %) drugi in neznano 1 (0,29 %) |